# トゥングラワ

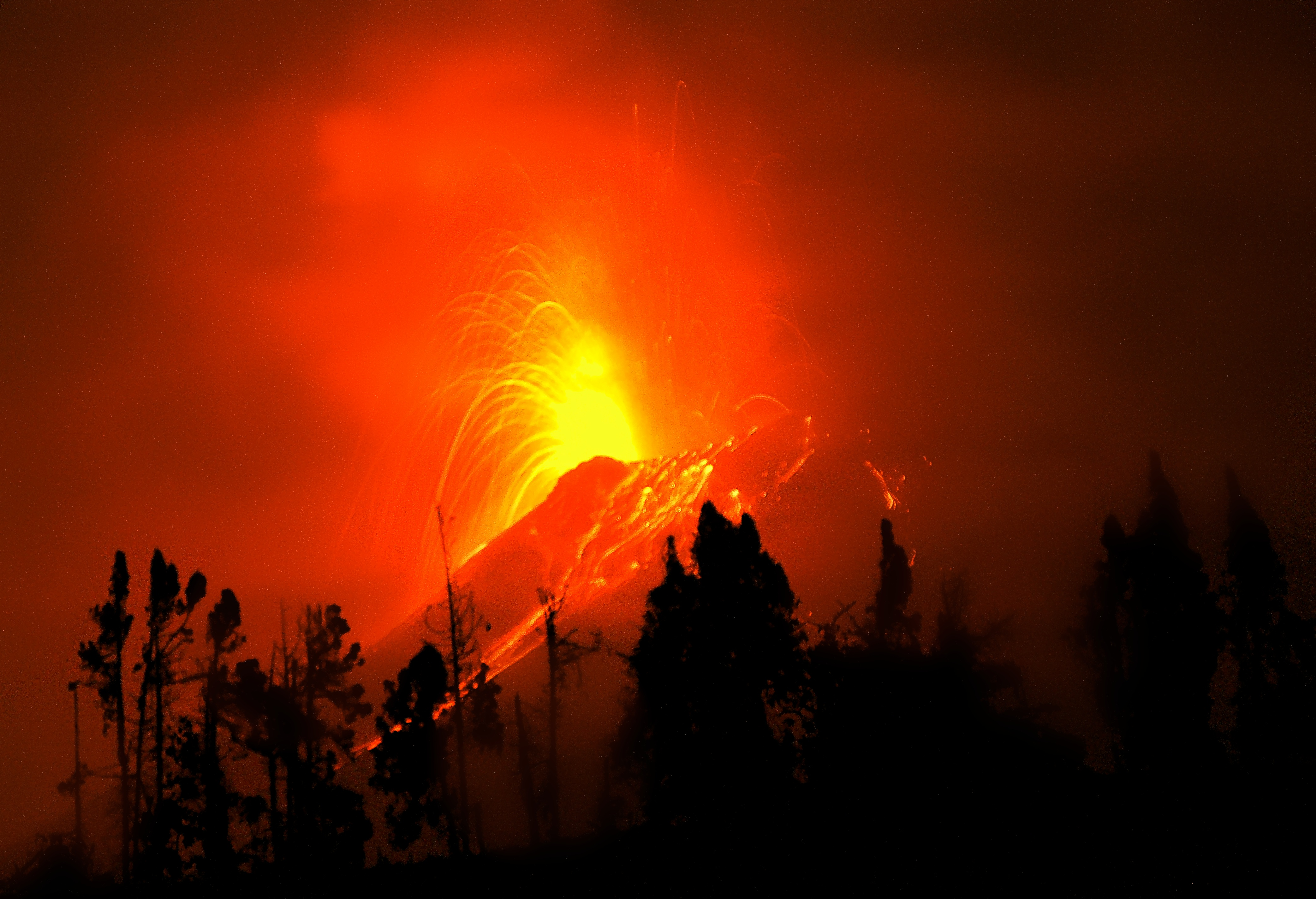
2011年4月29日撮影

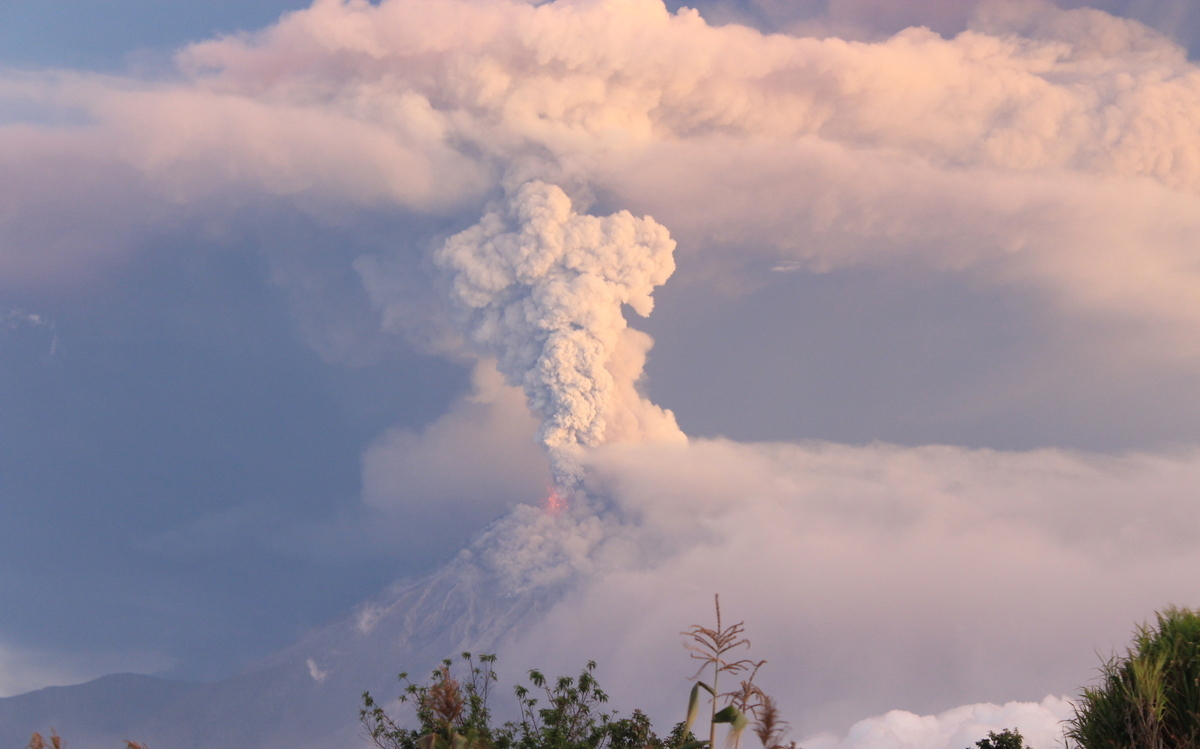
2014年2月1日の噴火

トゥングラワ（Tungurahua、ケチュア語のtunguri（喉）、rahua（火）より"火の喉"）は、エクアドル共和国首都キトの南140km、世界遺産のサンガイ国立公園内に位置する成層火山の活火山。報道によっては、トゥングラウアまたはトゥングラウア火山として呼ばれる。
2025年、ユネスコ世界ジオパークに指定された。

## 火山活動
最近1300年では、80 - 100年周期で活動期になると考えられている。（活動年：1773年、1886年、1916 - 1918年、1999年 -）
- 1999年10月、噴火、近隣の住民約25,000名が避難。
- 2006年
  - 7月14日、1999年以来の噴火。高さ15km。
  - 8月16日午前8時25分、高さ8kmの火柱が火口から噴火、住民は避難した。
  - 8月17日午後、エクアドル共和国大統領Dr.アルフレド・パラシオはチンボラソ地域を被災地域と宣言。
- 2007年
  - 3月5日、およそ7か月ぶりに噴火[4]。
  - 11月26日 - 火山活動が活発化する[5]。
- 2008年
  - 1月9日、噴火[6]。4日後の1月13日未明にも噴火し、山腹の集落に住む住人およそ800人が避難した[7]。
  - 2月6日、噴火活動が再び活発化し、1400人以上が避難した。
- 2010年
  - 5月28日、噴火
  - 11月23日、噴火、高さ7km
- 2011年
  - 4月26日、噴火[8]
- 2012年
  - 8月 - 火山活動が活発化。火口から溶岩や火山灰を噴き上げる。周辺地域の警戒レベルを引き上げた[9]。
  - 12月 - 噴火[10]。
- 2013年
  - 5月8日、噴火[11]。
- 2014年
  - 2月1日 - 噴火[12]。
  - 4月4日 - 噴火。「5分間に及ぶ爆発音を伴う噴火」を確認し、噴煙は高さ10kmまで達した[3]。
- 2016年
  - 2月27日 - 噴火。周辺地域に火山灰が降り積もった[13]。

## 通称名
「黒い巨人」、「母なるトゥングラワ (Mama Tungurahua)」とも呼ばれる。

### スペイン語
- INFORME DIARIO TUNGURAHUA エクアドル国立地球物理学研究所トゥングラウア火山情報 Instituto Geofísico | Escuela Politécnica Nacional